# Бенедикта Еббесдоттір Гвідська
Бенедикта Еббесдоттір Гвідська (бл. 1165 або 1170 — бл. 1199 або 1200) — королева Швеції як перша дружина короля Сверкера II. У Швеції її часто називали королевою Бенґтою.

## Раннє життя
Наші знання про Бенедикту походять із генеалогії родини Гвіде, складеної в абатстві Соре в XIV столітті. З стислих даних цього джерела випливає така історія життя. Бенедикта народилася в Кнадрупі в Північній Зеландії в Данії між 1165 і 1170 роками як дитина знатного Еббе Сунессона Гвіде. Шведський малолітній принц Сверкер Карлссон був привезений до Данії в 1167 році після вбивства свого батька і, очевидно, був вихований його могутніми родичами по материнській лінії. Швидше за все, там він зустрів свою майбутню наречену, родичку своєї матері, і одружився з нею, коли досяг дорослого віку. Можливо, це сталося в середині 1180-х років.

## Королева Швеції
У 1195 або 1196 році Сверкер став королем Швеції, а Бенедикта стала королевою-дружиною. Того ж року її родич, священик Андреас Сунессон, повернувся до Данії з Франції і став провідним духовним політиком в архієпископстві під керівництвом Абсалона, також родича Бенедикти. Ймовірно, що королева Бенедикта поділяла різко проклерикальну позицію свого чоловіка і підтримувала владні прагнення Церкви та архієпископа Олова Ламбатунґа в Упсалі.

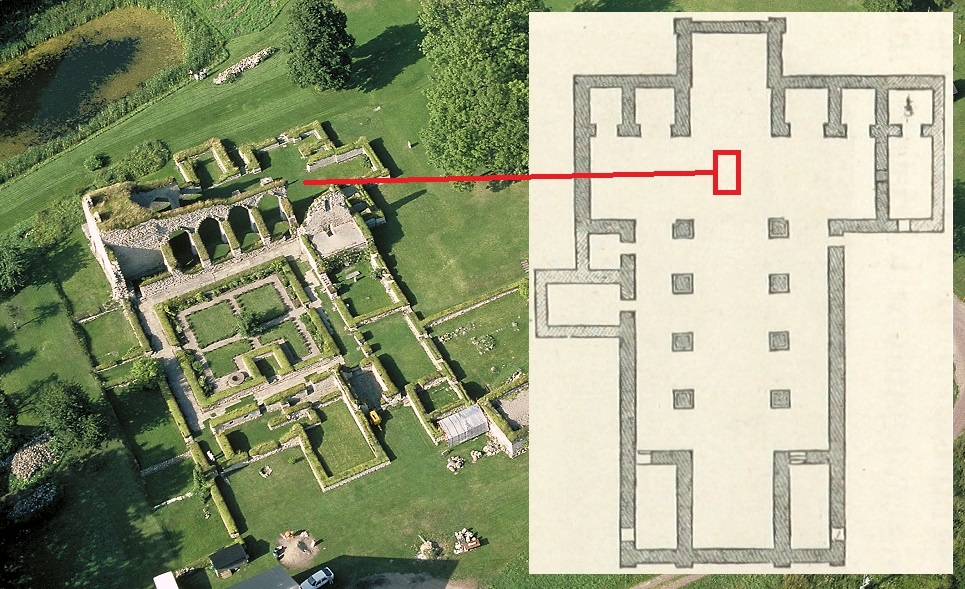
Композит, що показує місцезнаходження сімейної могили Сверкера I в абатстві Альвастра, де, як припускають, була похована королева Бенедикта

Оскільки наступна королева Сверкера Інґіґерд народила сина в 1201 році, вважається, що королева Бенедикта померла не пізніше 1199 або 1200 року. Причина її смерті невідома, алевважається, що вона померла під час пологів. З нею пов'язаний могильний напис із так званої каплиці Сверкера в Альвастрі. У ньому згадується «слугу Господа нашого Ісуса Христа, Бенедикту», з виразом надії, що «вона зможе знайти спокій від жахливої хвороби, яка її вразила».

## Проблеми хронології
Вкрай короткі джерела про дружин Сверкера II породили альтернативну хронологію шлюбів. Було припущено, що Інґіґерд насправді була його першою дружиною, що пов'язувало його з могутньою династією Б'єльбу в Естерйотланді. Батько Інгегерди, ярл Бірґер Броса, імовірно, відіграв важливу роль в організації мирної спадкоємності в 1195/96, коли Сверкер був возведений на престол після смерті вбивці його батька Кнута I. З іншого боку, Сверкер зміг заручитися сильною підтримкою своїх данських родичів, коли він намагався повернути своє королівство у сина Канута I Еріка в 1208 році. Ця підтримка була б більш природною, якби Сверкер був одружений з Бенедиктою в цей час.

## Діти
1. Гелена Сверкерсдоттір народилася бл. 1190, померла після 1222, мати королеви Швеції Катаріна Сунесдоттір.
2. Карл Сверкерссон молодший (пом. 1198); батьківство непідтверджене.
3. Христина (пом. 1252), одружена з Генріхом Борвіном II Мекленбурзьким; батьківство непідтверджене.
4. Марґарете (1192—1232), одружена з Віславом I, принцом Рюґенським; батьківство непідтверджене.

## Подальше читання
- Åke Ohlmarks, Alla Sveriges drottningar (All the queens of Sweden; in Swedish). Stockholm: Gebers, 1973.
- Adolf Schück, «Till Sverker d.y.:s historia, 1. Sverkers familjeförhållanden», Historisk tidskrift 76, 1956.